# Wyry
Pour les articles homonymes, voir Wyry (homonymie).
Wyry est un village polonais de la voïvodie de Silésie et du powiat de Mikołów. Il est le siège de la gmina de Wyry et comptait 3 842 habitants en 2014.